# Tachypeza discifera
Tachypeza discifera är en tvåvingeart som beskrevs av Axel Leonard Melander 1927. Tachypeza discifera ingår i släktet Tachypeza och familjen puckeldansflugor. Inga underarter finns listade i Catalogue of Life.